# Ealswitha
Ealswitha (o. 852. – 905.) bila je kći Æthelreda Mucila, ealdormana plemena Gaini i Eadburh, koja je možda bila potomak kralja Coenwulfa. Postala je „kraljica” 868. udajom za Alfreda Velikog. Imali su nekoliko djece:
- Æthelflæd, majka gospe Ælfwynn
- Æthelgifu
- Eduard I. Stariji
- Elfrida Mercijska
- Æthelweard

Nakon smrti svoga muža, Ealswitha se zaredila. Nakon smrti je pokopana u Winchesteru, u samostanu Nunnaminster koji je osnovala s mužem.

## Vanjske poveznice
- Find a grave  Arhivirana inačica izvorne stranice od 14. svibnja 2011. (Wayback Machine), profil kraljice Ealswithe
- Opatija sv. Marije